# Mont Passot
Le mont Passot connu aussi sous le nom malgache de Bongo Pisa est une colline volcanique du centre de l'île de Nosy Be à Madagascar.
Il a été baptisé ainsi en hommage au capitaine Pierre Passot, de la Marine française qui annexa l'île de Nosy Be à la France en 1841. L'altitude du mont Passot est de 326 mètres.
Chaque année fin août y a lieu la finale du Nosy Be Symphonies, le festival de musique classique de l'océan Indien.

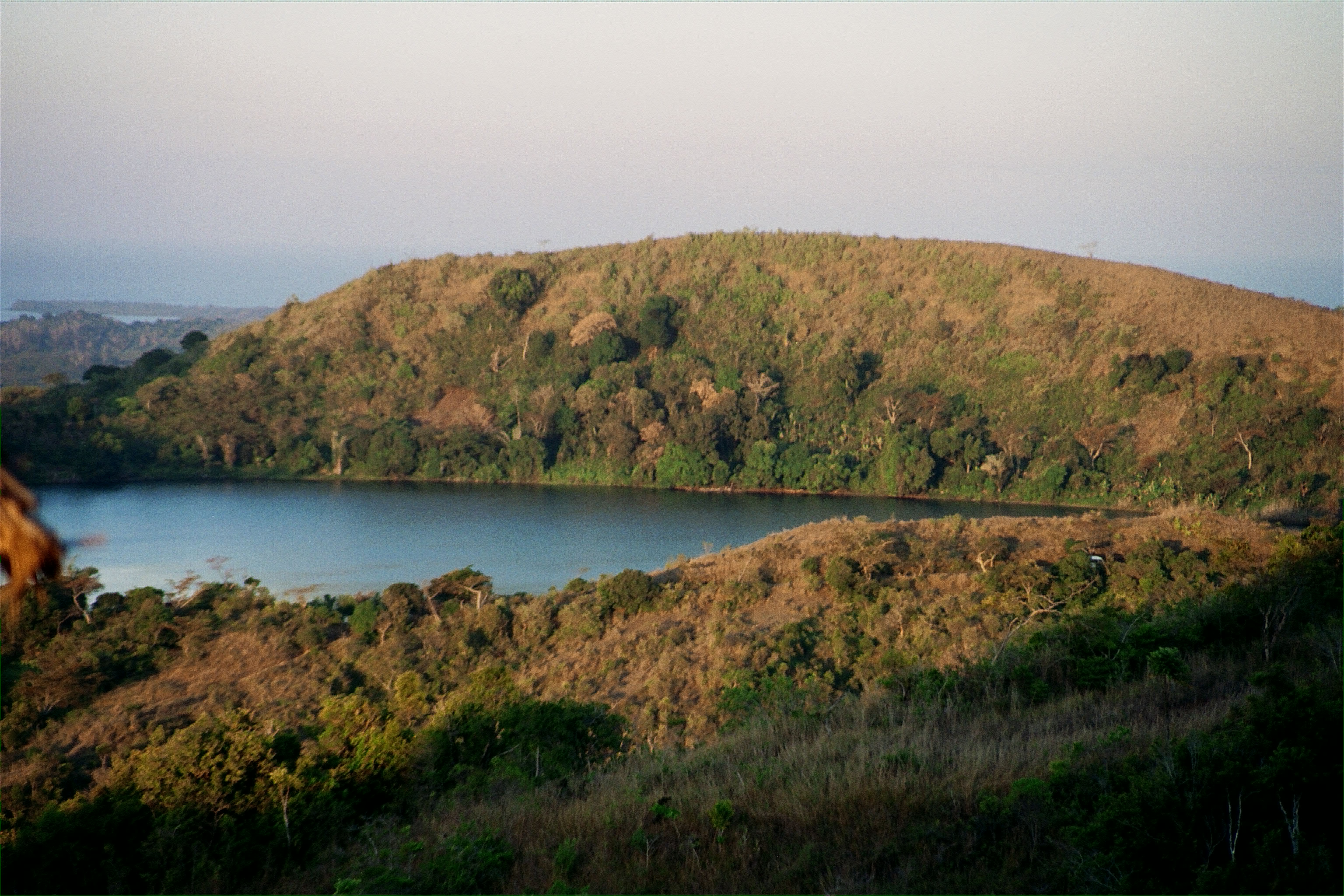
L'un des neuf lacs sacrés de Nosy Be, vu du mont Passot.